# Allianz Suisse Open Gstaad 2010
Allianz Suisse Open Gstaad 2010 — тенісний турнір, що проходив на ґрунтових кортах у місті Гштаад, Швейцарія з 26 липня . Належав до категорії ATP World Tour 250, був турніром серії Swiss Open Gstaad 2010 року.

## Фінальна частина

### Одиночний розряд
Ніколас Альмагро —  Рішар Гаске 7–5, 6–1

### Парний розряд
Юган Брунстрем /  Яркко Ніємінен —  Марсело Мело /  Бруно Соарес 6–3, 6–7(4–7), [11–9]